# Porta (rapper)
Christian Jiménez Bundó (Barcelona, 2 de julho de 1988), mais conhecido por seu nome artístico Porta, é um rapero espanhol. Fez-se famoso com seus maquetas Não é questão de idades (2006) e Não há truque (2007), que foram amplamente difundidas em Internet. Porta ganhou uma maior popularidade ao lançar seu primeiro álbum, Em boca de tantos, em 2008 e assim também deu a conhecer mundialmente a seu grupo Rap Comando. Seu segundo álbum, Transtorno bipolar, foi lançado em 2009, mas não teve o mesmo sucesso de vendas que seu primeiro LP já que não teve a mesma promoção, devido ao desinterés da companhia discográfica que o promovia. Os dois álbuns foram editados pela multinacional discográfica Universal Music Group. Com o tempo as coisas entre Porta e sua discográfica não coincidiram por falta de promoção por parte da multinacional e Porta terminou renunciando a seu contrato em 24 de agosto de 2011.

## Primeiros anos
Nasceu no torre de Sarriá, em Barcelona, filho de Antonio Jiménez e Antonia Bundo. Sendo adolescente, Christian interessou-se muito no hip hop. Começou a interpretar rap, como aficionado, aos onze anos baixo o pseudônimo de "O portador", depois entrou a fazer parte de um grupo chamado Os Portadores do Hip Hop e lançaram vários temas próprios. Mais tarde mudaram seu nome a Rap Comando, e com o tempo ele passaria a se chamar Porta (isto devido à intervenção de seus amigos em seu apodo), já que resultava muito longo. Em 2006, Porta decidiu que devia costearse sua carreira com seu próprio esforço e começou a trabalhar para poder pagar as despesas de sua maqueta e poder gravar com Soma, fundador do selo discográfico Lebuqe e um dos produtores mais conhecidos de Espanha, especializado em música rap.

## Carreira musical

### 2006-2007: inícios e popularidade
Em março de 2006 lança sua primeira maqueta baixo o nome de Não é questão de idades produzida por Soma e gravada em Lebuqe Estudos. Esta maqueta publica-se em abril baixo licença Creative Commons em várias páginas site de descargas gratuitas, e também foi publicada em MySpace. A gravação colheita em pouco tempo 5 000 000 descargas atingindo a posição número 1 em HHGroups, com o que Porta se deu a conhecer por toda Espanha. Produziram-se muitas controvérsias por muitas de suas letras; no tema "As meninas de hoje em dia são todas umas...", Porta descreve às mulheres como "fáceis"; com "Coisas da vida" Porta entra a uma nova era, a de ingerir amor no rap, o que foi criticado por muitos raperos, mas foi acolhido por muitas pessoas. Porta colaborou na maqueta de Rap Comando Dispostos a dar o golpe, que nunca saiu a luz, ainda que se publicaram alguns temas desta como "Sobram as apresentações" e "Mais que um sentimento". Não há truque se lançou em janeiro de 2007, e rapidamente obteve mais de 5 000 000 de descargas tirando assim a primeira posição a sua primeira maqueta telefonema Não é questão de idades. Mal uns meses mais tarde, seu perfil de Myspace se converte no segundo espaço de temática musical mais visitado de dito portal em Espanha. Seus dois maquetas têm recebido mais de 13 milhões de descargas e seu perfil tem sido visitado mais de 20 milhões de vezes. Com o grande sucesso de sua segunda maqueta, a controvérsia que rodeava a Porta cresceu ainda mais, especialmente quando Não há truque foi denominado como melhor maqueta do ano. Porta sempre disse que não tinham que se tomar muito em sério suas letras sobre as mulheres, que ele não era um homem machista, que só fez a canção porque era algo que estava a passar nesse momento, mas ainda assim foi atacado pelo Instituto Nacional da Mulher. Porta superou os 31 milhões de reproduções com sua canção "Há sempre um sentimento morrido num coração rompido". Outra canção que também gerou um grande sucesso foi "Dragon Ball Rap", baseada na série do mesmo nome. O video passou a ser o terceiro mais visto em Espanha na história de YouTube, com mais de 50 milhões de visitas. Sua popularidade na rede abre-lhe novas oportunidades e vale-lhe um contrato discográfico com Universal Music, que assina em novembro de 2007. Universal Music é conhecido como a casa de alguns dos melhores raperos como são Eminem e Jay Z.
Entre março e maio de 2008, em MySpace publicou-se uma série de 10 capítulos dedicada a Porta; trata-se da primeira série de produção espanhola que aparece em dita rede social. Obtendo um surpreendente sucesso cumprindo com o objectivo que era dar a conhecer mais a Porta. Como resultado foi ganhando novos fanáticos, conseguindo assim a promoção de Playstation e Universal para dita série. Mais tarde participa dos MTV "Europa Music Award" que foi realizado nesse mesmo ano em Inglaterra na cidade de Liverpool ficando entre os 5 finalistas. Porta actuou no concerto do "MTV Day" no estádio Palácio de Desportos da Comunidade de Madri em frente a umas 30 000 pessoas. Nesse mesmo dia compartilhou palco com Maroon 5 entre outros. Em junho desse ano edita-se uma biografia do rapero barcelonés com o título de Algo que contar escrita por Pérez Sábia, Alba e Antúnez, Juan Manuel em "Edições Martínez Rocha". Foi uma edição limitada que saiu só em 2008 e se venderam todas as cópias numa semana.

### 2009:Transtorno bipolar
O segundo trabalho de Porta viu a fama com um tema criado o 6 de outubro de 2009 e levava como título Transtorno bipolar, onde falava sobre a luta interna que tinha entre Porta e Christian e sobre os problemas que tinha a gente onde teve um grande sucesso sobretudo por seu tema A bela e a besta com mais de 200 milhões de visitas em YouTube, por seu tema Espejismos com 11 milhões de visitas em YouTube. Seu tema "Transtorno bipolar" que também teve polémicas por seu tema "Confesiones" onde critica a Deus dando a entender que é ateu.

## Controvérsias
À popularidade de Porta na rede contribuiu a polémica gerada pelos temas "As meninas de hoje em dia são todas umas...", contido em seu maqueta Não é questão de idades, "As meninas umas guarras mas os tios uns porcos" (com May, a qual critica ao sexo masculino), em seu maqueta Não há truque, e "Sobre o famoso tema", do álbum Em boca de tantos. As canções criticam duramente a estética e os hábitos —sobretudo no âmbito sexual— das garotas de sua geração, às que se refere em termos peyorativos. A letra de Porta foi censurada, entre outros, pela escritora valenciana Luzia Etxebarría. Segundo o intérprete catalão, o Instituto Nacional da Mulher remeteu-lhe também uma carta de protesto. Respondendo a essas críticas, escreveu a canção A bela e a besta em colaboração com Norykko, uma história sobre a violência doméstica com um trágico final, para o álbum Transtorno bipolar.
A carreira de Porta tem estado marcada por acusações de parte do mundo do hip-hop de ser um "toyaco" —neologismo jergal que deriva da voz inglesa toy (brinquedo) e que se usa para menosprezar a uma pessoa que cultiva a estética própria do hip-hop, mas à que se considera um produto comercial—. Estas críticas devem-se, entre outros motivos, a que prove/provem de um bairro acomodado e suas letras não tratam de problemas sociais. Em alguns concertos de Porta, estas diferenças têm chegado inclusive a desencadear duros confrontos verbais entre o rapero e parte dos assistentes.

## Prêmios, nominaciones e reconhecimentos
| Ano  | Categoria          | Trabalho nominado | Resultado          | Ref. |
| ---- | ------------------ | ----------------- | ------------------ | ---- |
| 2009 | Álbum mais vendido | Em boca de tantos | Predefinição:Celda |      |

## Discografía

### Álbuns de estudo
- Em boca de tantos (2008) (Universal Music)
- Transtorno bipolar (2009) (Universal Music)
- Reset (2012) (PIAS Spain)
- Algo tem mudado (2014) (Sem Anestesia)
- Equilíbrio (2016) (Sem Anestesia)
- Off (2018) (Sem Anestesia)

### Equilíbrio nas listas de sucessos
| Ano  | Lista                | Posição mais alta |
| ---- | -------------------- | ----------------- |
| 2016 | Promusicae (Espanha) | 8                 |
| 2016 | MixUp (México)       | 4                 |
| 2016 | Billboard Top #100   | 1                 |
| 2016 | Spotify Colômbia     | 1                 |